# Coelichneumon leucographus
Coelichneumon leucographus är en stekelart som beskrevs av Heinrich 1961. Coelichneumon leucographus ingår i släktet Coelichneumon och familjen brokparasitsteklar. Inga underarter finns listade i Catalogue of Life.